# Alexandru Cosma
Alexandru Cosma (n. 21 ianuarie 1926, București, România) a fost un halterofil român. A concurat în proba masculină de 56 kg⁠(d) la Jocurile Olimpice de vară din 1952, dar a eșuat în majoritatea tentativelor, mai puțin în proba de smuls la 70 de kg.
A fost component al clubului sportiv Dinamo București al Ministerului Afacerilor Interne, dar a fost angajat civil și nu a deținut grad militar.

## Distincții
- Medalia „Meritul Sportiv” clasa I (8 mai 1968) „pentru contribuția deosebită adusă la dezvoltarea mișcării de cultură fizică și sport și pentru merite deosebite în activitatea sportivă de performanță, cu prilejul împlinirii a 20 de ani de la înființarea Clubului sportiv «Dinamo»-București al Ministerului Afacerilor Interne”[5]